# 張美蘭 (韓國)
張美蘭（1983年10月9日—），韓國舉重運動員。她在2004年奧林匹克運動會得到一面銀牌。她在2008年奧林匹克運動會得到一面金牌。她曾就讀於龍仁大學大學院體育學博士班。
2023年7月3日，張美蘭被總統尹錫悅任命為文化體育觀光部第二次官。